# كينيدي اجبواناننيك
شيبوكي كينيدي اجبواناننيك (بالإنجليزية: Kennedy Igboananike)‏ (26 فبراير 1989 بنيجيريا - ) هو لاعب كرة قدم نيجيري في مركز الهجوم . شارك مع منتخب نيجيريا تحت 20 سنة لكرة القدم. أما مع النوادي، فقد لعب مع أيك سولنا وشيكاغو فاير ونادي أوربرو ونادي يورغوردينس ونادي فاسالوندس.

## روابط خارجية
- كينيدي اجبواناننيك على موقع اتحاد السويد (السويدية)
- كينيدي اجبواناننيك على موقع الدوري الأمريكي (الإنجليزية)
- كينيدي اجبواناننيك على موقع قاعدة بيانات كرة القدم.إي يو (الإنجليزية)
- كينيدي اجبواناننيك على موقع Soccerway.com (الإنجليزية)
- كينيدي اجبواناننيك على موقع AS.com (الإسبانية)